# Tappeh Shīr Khān
Tappeh Shīr Khān (persiska: تپه شير خان, Tappeh-ye Shīrkhān) är en ort i Iran.   Den ligger i provinsen Lorestan, i den västra delen av landet, 300 km sydväst om huvudstaden Teheran. Tappeh Shīr Khān ligger 1 873 meter över havet och antalet invånare är 155.
Terrängen runt Tappeh Shīr Khān är bergig norrut, men söderut är den kuperad.Runt Tappeh Shīr Khān är det ganska tätbefolkat, med 72 invånare per kvadratkilometer. Närmaste större samhälle är Dār Balūţ-e Soflá, 8,2 km söder om Tappeh Shīr Khān. Trakten runt Tappeh Shīr Khān består i huvudsak av gräsmarker.